# Liste von Persönlichkeiten aus Aranno
Diese Liste enthält in Aranno im Kanton Tessin geborene Persönlichkeiten und solche, die in Aranno ihren Wirkungskreis hatten, ohne dort geboren zu sein. Die Liste erhebt keinen Anspruch auf Vollständigkeit.

## Persönlichkeiten
(Sortierung nach Geburtsjahr)
- Künstlerfamilie Pelli. [1][2][3]

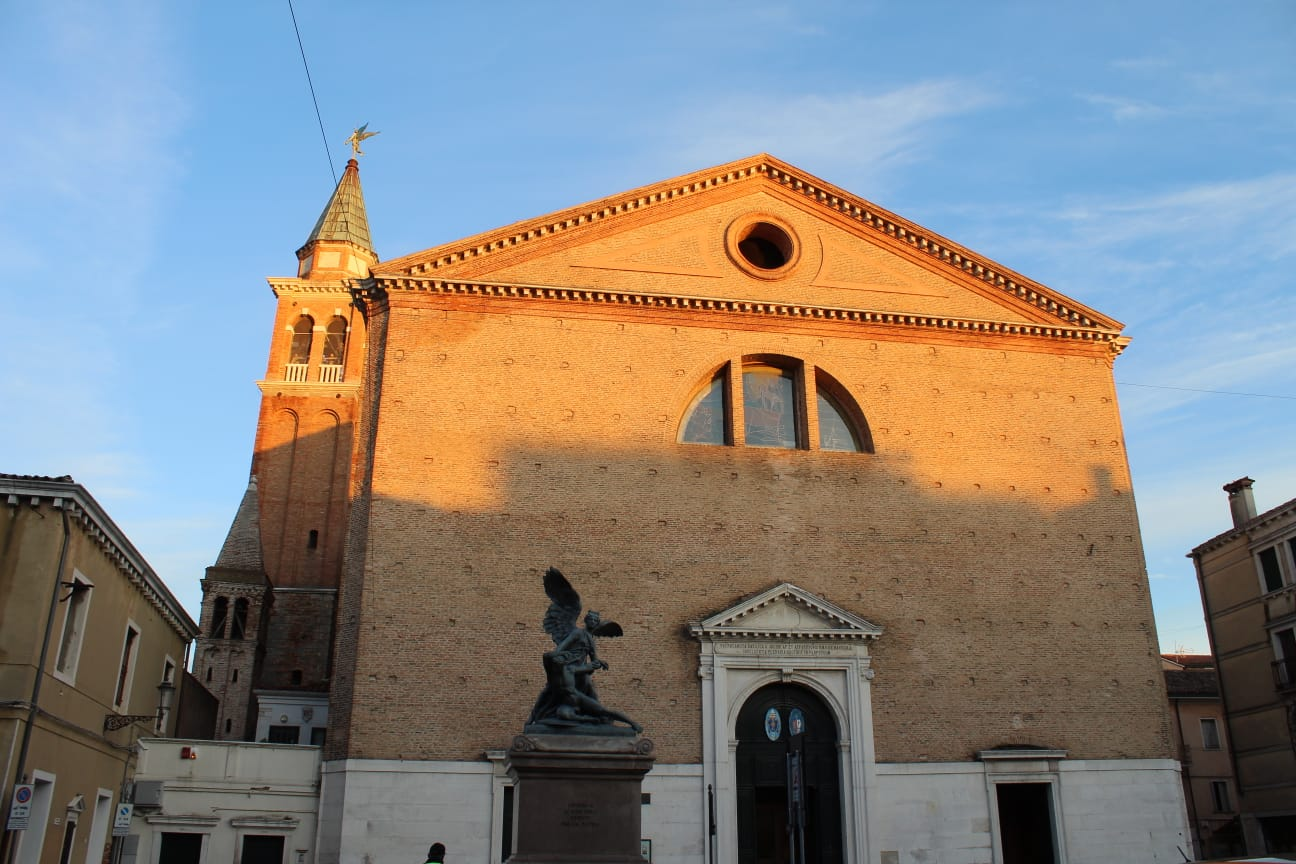
Domenico Pelli: Kirche San Giacomo, Chioggia

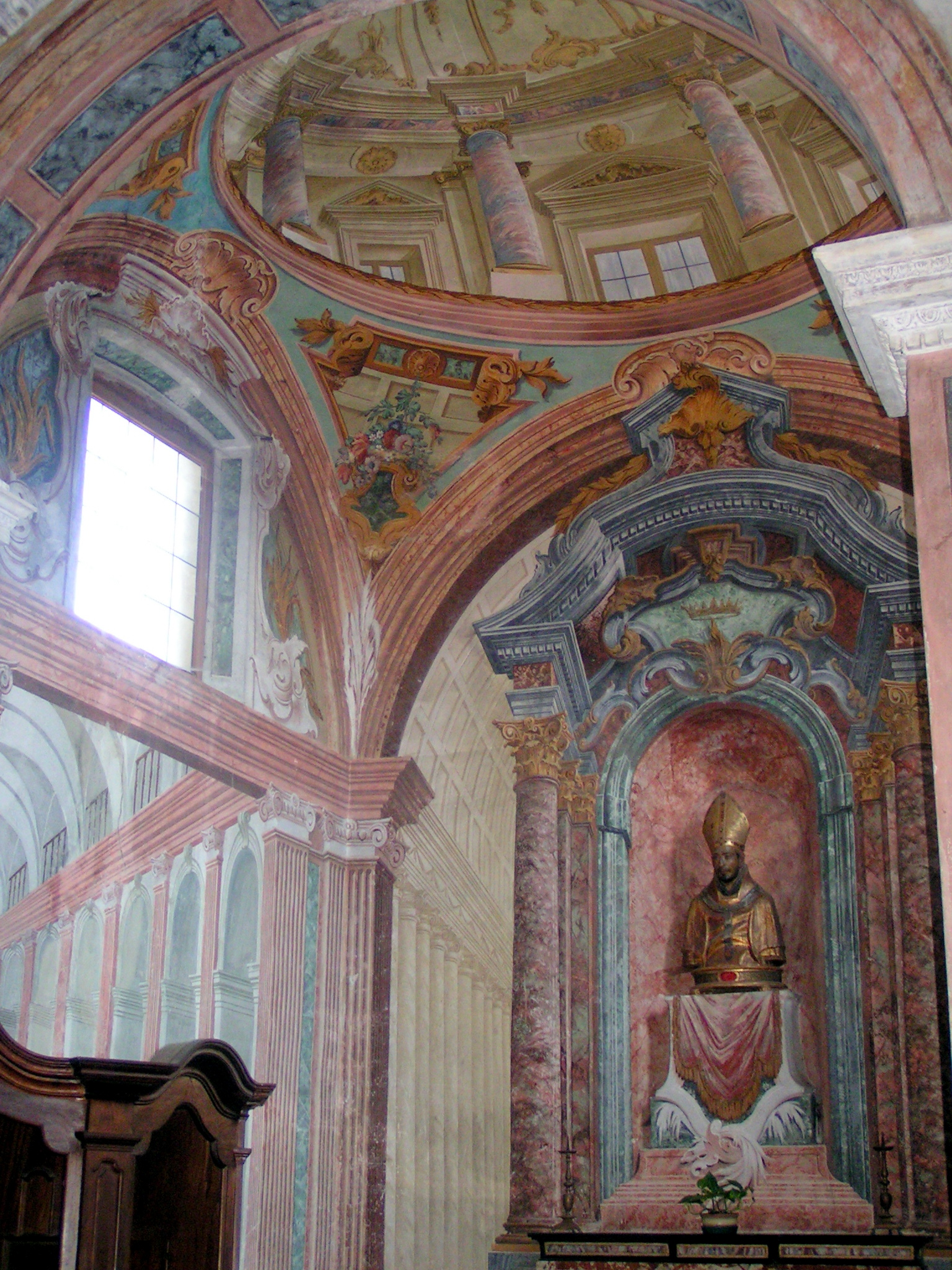
Cipriano Pelli: Fresko in der Kapelle della Checcia, Kirche Santa Maria del Sasso, Morcote um 1795.

  - Marcantonio Pelli (* 1655 in Aranno; † 1736 in Glückstadt), Bruder des Domenico, Baumeister[1][4]
  - Dominicus Pelli (1657–1728), Bauunternehmer, Militäringenieur und Architekt in Straßburg, Bad Oldesloe und Rendsburg.
  - Cipriano Pelli (* 1688 in Aranno; † 1744 in Rendsburg), Sohn des Domenico, Baumeister.[1][5][3]
  - Domenico Pelli (* um 1700 in Aranno; † nach 1742 in Chioggia ?), Architekt projektierte die Kirche San Giacomo von Chioggia[6][1][3]
  - Cipriano Pelli (* 23. Oktober 1750 in Aranno; † 22. Dezember 1822 ebenda), Sohn des Domenico, studierte an der Accademia di belle arti di Venezia, Bühnenbildner und Dekorateur tätig in Venedig, Udine und Padua.[7][8] In Aranno gründete er eine Zeichnerschule[9]
  - Ferdinando Pelli (* 1778 in Aranno; † 1822 ebenda), Sohn des Cipriano, Maler, Dekorationsmaler setzte die Dekorationmalerei der Kirche von Aranno fort und malte auch für diejenige von Novaggio[10][3]
  - Giovanni Pelli (* um 1775 in Aranno; † ? ebenda), Sohn des Cipriano, Gemeindepräsident von Aranno[11][3]
  - Luigi Pelli (* 8. März 1781 in Aranno; † 29. Juli 1861 ebenda), Sohn des Federico, 1805 Architekt in Triest; 1806–1807 arbeitete er mit Luigi Canonica am Bau der Arena Civica in Mailand; 1820 ging er nach Moskau und dann übernahm wichtige Aufträge in Moskau, Sankt Petersburg und Weliki Nowgorod. 1839 ins Tessin zurückgekehrt, wurde er Kantonsingenieur und bis 1854 Zeichenlehrer[1][12]; in Aranno unterrichtete in der Zeichnerschule die Cipriano Pelli gegründet hatte[13][3]
  - Vittore Pelli (* 1798 in Aranno; † 1874 in Pura TI), Sohn von Cipriano, Maler, Kulissen-Dekorationsmaler tätig in Venedig und Odessa[14][1][3]
  - Federico Pelli (* 1821 in Aranno; † 1894 ebenda), Dekorationsmaler, studierte an der Accademia di Belle Arti di Brera, er schuf 1851 die Quadraturmalerei an den Decken der Casa Avanzini in Curio TI.[1][3]
  - Luigi Pelli (* 31. Oktober 1830 in Aranno; † 18. Februar 1902 ebenda), Maler und Architekt, Sohn des Luigi. Politiker, Tessiner Grossrat 1877–1893, Schulinspektor.[1][3]
  - Disma Pelli (* 1840 in Aranno; † 26. August 1929 ebenda), Bildhauer in Lyon, dann trat er im päpstliche Wehrdienst und erhielt eine goldene Medaille von Papst Pius IX.[15][3]
  - Pietro Pelli (* 1850 in Aranno; † 1899 ebenda), Maler in Santiago de Chile[1][16][3]

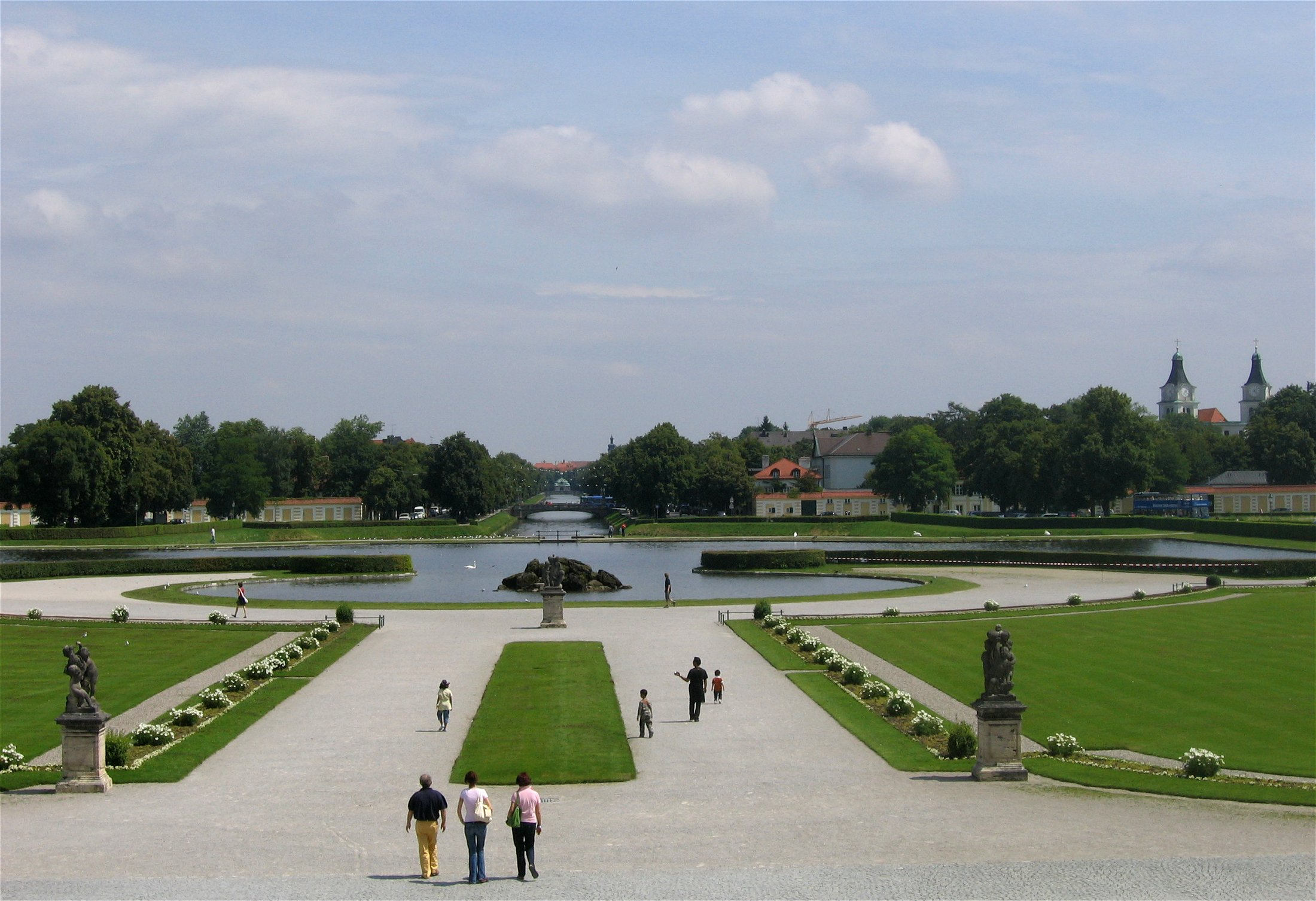
Carlo Carbonetti: Schlosspark Nymphenburg, München, 1703–1704.

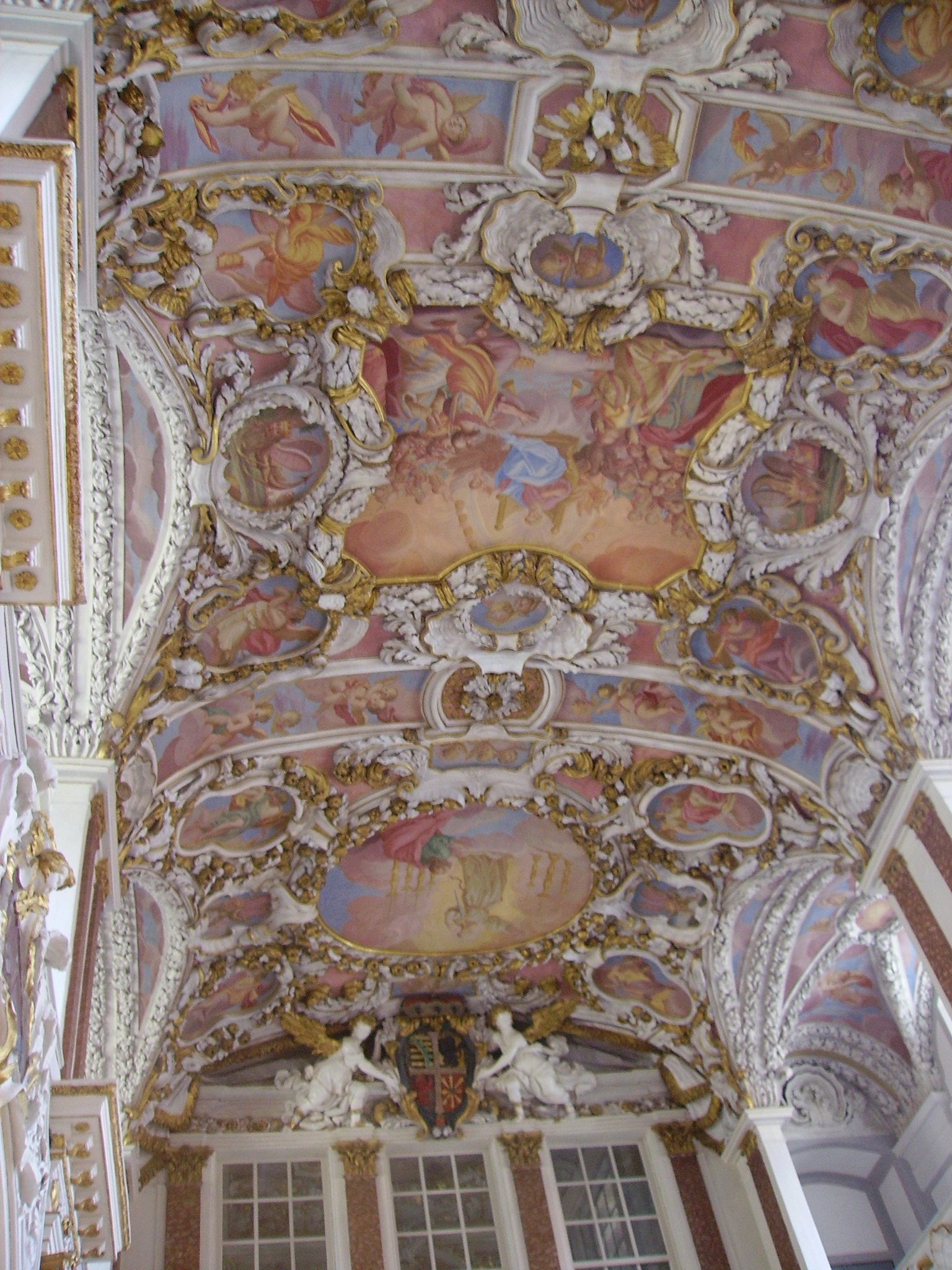
Domenico Carbonetti: Stuckaturen an der Decke, Kirche des Schloss Ehrenburg, Coburg, 1692–1693.

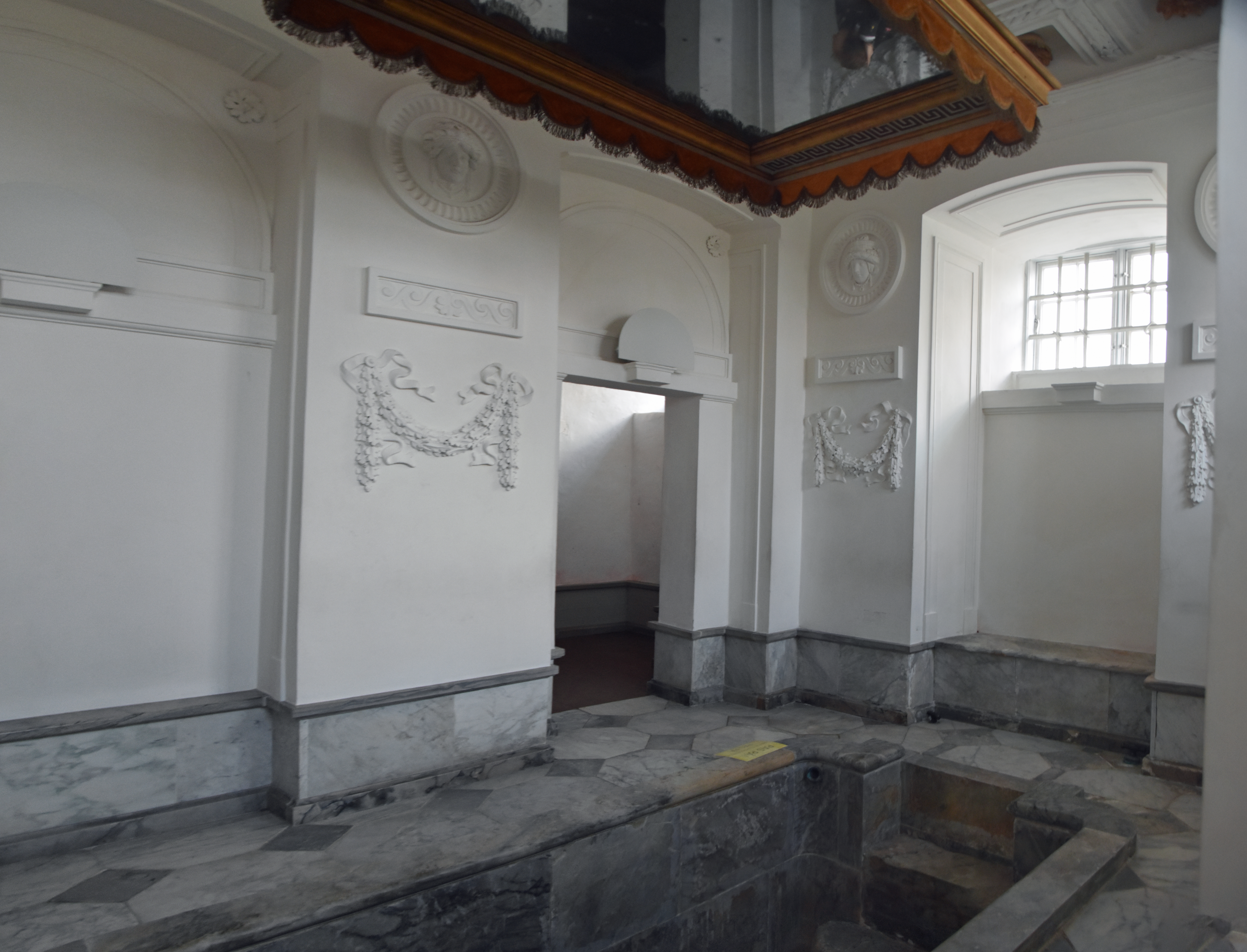
Domenico Carbonetti: Deckenstuckaturen, Frederiksberg Schloss, Frederiksberg Kommune, 1708.

- - Giovanni Pelli (* 1866 in Aranno; † 1929 ebenda), 1891 Zivilingenieur in Turin dann Ingenieur in der II. Circondario (Kreis) von Lugano, 1908 Nachfolger des Plinio de Marchi aus Astano als Kantonaler Oberingenieur[17][3]
  - Paride Pelli (1910–1968), Sohn des Francesco, Staatsanwalt des Sopraceneris und liess sich anschliessend als selbstständiger Anwalt in Lugano nieder; Stadtrat und Gemeindepräsident von Lugano
  - Giovanni Pelli (* 4. Juni 1921 in Aranno; † nach 1982 ebenda), Pianist, Komponist, Mitarbeiter für Radio della Svizzera Italiana (RSI)[18]

- Familie Carbonetti. 
  - Carlo Carbonetti (* um 1640 in Aranno; † 1704 in Brüssel ?), Gartenarchitekt. Er lernte beim französischen Landschaftsarchitekten André Le Nôtre. Arbeitete im Schloss Lichtenberg (Landsberg) (abgebrochen). 1703–1704 erweiterte er den Garten rund um Schlosspark Nymphenburg in München und ließ holländische Kanäle anlegen. Anschließend war er in Brüssel für Kurfürst Maximilian II. Emanuel (Bayern) tätig[19]
  - Domenico Carbonetti (* 1664 in Aranno; † 1728 ebenda), Sohn des Carlo. Er schuf Stuckarbeiten 1687 im Schloss Lichtenberg am Lech (abgebrochen), zusammen mit den Stuckateuren Giovanni Battista Brenni (1649–1712) aus Salorino und Francesco Spinedi aus Somazzo, 1692–1693 im Schloss Ehrenburg in Coburg, zusammen mit Giuseppe Righezio aus Osteno und Francesco Rusca aus Agno. Anschließend ließ er sich mit seiner Familie in Hamburg nieder. 1694 in der Kunstkammer (zerstört) von Schloss Gottorf in Schleswig-Holstein. 1699 im soeben von Domenico Pelli aus Aranno erbauten Südflügel. 1697 im Schloss Clausholm. 1708 zusammen mit seinem Bruder Pietro im Schloss Frederiksberg, Kopenhagen: Deckenstuck in 12 Räumen. Die Kamine schuf Francesco Quadri aus Agno. Stuckarbeiten in der Sakristei der Kirche San Vittore von Aranno[19]
  - Giangiacomo Carbonetti (* 1947 in Sorengo), Psychotherapeut, Lokalhistoriker, Publizist, Richter[20][21]

- Pietro Corti (* 1704 in Aranno; † 9. August 1771 in Sankt Petersburg), Polier in Sankt Petersburg. 1745 lud ihn die Tochter von Domenico Trezzini, Tomasina, ein, nach Russland zu kommen. Bis 1749 arbeitete er im Schloss Peterhof, dann bat ihn der Architekt Bartolomeo Francesco Rastrelli, nach Zarskoje Selo zu kommen und beim Bau des Katharinenpalasts mitzuwirken. Von 1756 bis zu dessen Fertigstellung 1763 arbeitete er dann am Winterpalast unter den Architekten Antonio Rinaldi, Jurij Felten und Jean-Baptiste Vallin de La Mothe. Er 1763 in die Heimat zurückkehrte, um seine familiären Angelegenheiten zu regeln. Er scheint dann nach der Heirat seines Sohnes Tommaso im Jahre 1765 zusammen mit diesem wieder nach Sankt Petersburg gegangen zu sein, wo sich damals viele Arbeitsmöglichkeiten boten[22]
- Tommaso Corti (* 1737 in Aranno; † 1798 in Sankt Petersburg), Sohn des Pietro, Polier in Sankt Petersburg seit 1766, er wirkte für die Architekten Georg Friedrich Veldten, Vincenzo Brenna und Giacomo Quarenghi[22]
- Battista Righetti genannt Tita (* 1876 in Aranno; † 1956 ebenda), Stuckateurmeister, tätig im Oratorium neben der Kirche San Vittore von Aranno[23]
- Santiago Righetti (* um 1878 in Aranno; † um 1950 in Rosario (Santa Fe)), Unternehmer, gründete eine große Stahlindustrie in Rosario.[24]
- Gentile De Stefani (* um 1885 in Aranno; † 1956 ebenda), Blasorchestermeister und Komponist, er dirigierte 1926–1941 die Società Filarmonica Liberale von Breno TI und dann die Società Filarmonica Alto Malcantone[25]
- Carlo Tosi (* um 1946), Oberarzt, Neurologe, ehemaliger Chefarzt in der Ente Ospedaliero Cantonale (EOC) von Lugano, Mitgründer der Fondazione per lo studio delle malattie neurodegenerative delle persone adulte e dell’anziano; wohnt in Massagno[26], Präsident der Associazione Amici di Padre Mantovani
- Osvaldo Daldini (* 1948 in Castelrotto; † 5. April 2022 in Aranno), 1979 Doktor in Naturwissenschaft des ETH Zürich, Vizepräsident der Gemeinde Aranno, ehemaliger Vizedirektor des Cantonalen Lyceums von Lugano[27]